# Un sueño de amor
Un sueño de amor es una película de comedia, drama y romance mexicana de 1972, escrita y dirigida por Rubén Galindo. Está protagonizada por José José, Verónica Castro, Sasha Montenegro, Marco Antonio Campos "Viruta", Beatriz Aguirre e Irlanda Mora. Esta cinta fue filmada en 1971, y estrenada en cine el 31 de agosto de 1972, y filmada en diversas locaciones del estado de Jalisco tales como Guadalajara, Puerto Vallarta y Chapala.

## Sinopsis
David (José José) es un joven atormentado que se enamora de la bellísima Karis (Verónica Castro) sin saber que ella es ciega, por lo cual, ella al principio se resiste a sus avances cariñosos pero finalmente lo acepta y se casan. Sin embargo, poco después de la boda, descubrimos el motivo de la permanente angustia de David: Él todavía sigue enamorado de Graciela (Sasha Montenegro), con quien hace algún tiempo se fugó con él por la oposición de sus padres y que luego fallecería ahogada.
David aún no consigue olvidar a este trágico amor y esos recuerdos y pensamientos traumáticos no lo dejan ser feliz con quien ahora es su esposa, pues en cada beso y en cada caricia él ve al fantasma de su exnovia, por lo que ahora estará a punto de tomar una decisión definitiva.

## Reparto
- José José como David Granados
- Verónica Castro como Karis Techman
- Sasha Montenegro como Graciela
- Beatriz Aguirre como Madre de David
- Irlanda Mora como Madre de Karis
- Antonio Raxel como Padre de Karis
- Marco Antonio Campos "Viruta" como Padre de David
- Rosa María Quintero
- Nelly Alarcón
- Antonio Bravo como Sacerdote (no acreditado)
- Concepción Martínez como Nana de Karis (no acreditado)
- Rubén Márquez como Invitado a fiesta (no acreditado)

## Canciones
- "Un sueño de amor"
- "La Noche de Los Dos", interpretada por José José y escrita por Felipe Gil
- "Llegaste a Mi", interpretada por José José y escrita por Alfonso Ontiveros & Enrique Salas
- "Alguien Vendra", interpretada por José José y escrita por Sergio Esquivel & Guillermo Salamanca
- "Mi Niña", interpretada por José José y escrita por Scottie Scott
- "Surianita", escrita por Pedro Galindo